# Jon Inge Høiland
Jon Inge Høiland (Fåberg, Noruega, 20 de septiembre de 1977) es un futbolista noruego, se desempeña como defensa o lateral derecho y actualmente juega en el Rosenborg BK.

## Clubes
| Club              | País     | Año         |
| ----------------- | -------- | ----------- |
| Bryne FK          | Noruega  | 1995 - 1996 |
| Kongsvinger IL    | Noruega  | 1997 - 1998 |
| IFK Göteborg      | Suecia   | 1999 - 2002 |
| Malmö FF          | Suecia   | 2003 - 2005 |
| FC Kaiserslautern | Alemania | 2005        |
| Malmö FF          | Suecia   | 2005 - 2007 |
| Stabæk IF         | Suecia   | 2007 - 2010 |
| Rosenborg BK      | Noruega  | 2010 -      |

- Datos: Q620549
- Multimedia: Jon Inge Høiland / Q620549